# Pfunds
Pfunds é um município da Áustria, situado no distrito de Landeck, no estado do Tirol. Tem 140,36 km² de área e sua população em 2019 foi estimada em 2.610 habitantes.